# Latidens
Latidens là một chi động vật có vú trong họ Dơi quạ, bộ Dơi. Chi này được Thonglongya miêu tả năm 1972. Loài điển hình của chi này là Latidens salimalii Thonglongya, 1972.

## Các loài
Chi này gồm các loài: